# Baird (Familienname)
Baird ist der Familienname folgender Personen:
- Absalom Baird (1824–1905), US-amerikanischer General
- Albert Craig Baird (1883–1979), US-amerikanischer Sprechwissenschaftler
- Andrew Baird (1866–1936), schottischer Fußballspieler und Golfer
- Andy Baird (* 1979), schottischer Fußballspieler
- Billie Eilish Baird O’Connell, eigentlicher Name von Billie Eilish (* 2001), US-amerikanische Singer-Songwriterin
- Billy Baird (Fußballspieler) (William Torrance Baird; 1876–??), schottischer Fußballspieler
- Billy Baird (Eishockeyspieler) (William John Baird; 1884–1968), kanadischer Eishockeyspieler
- Brian Baird (* 1956), US-amerikanischer Politiker
- Carson Baird (* 1938), US-amerikanischer Automobilrennfahrer
- Charles Baird (1766–1843), schottisch-russischer Maschinenbauingenieur und Unternehmer
- Chris Baird (* 1982), nordirischer Fußballspieler
- Dan Baird (* 1953), US-amerikanischer Musiker
- David Baird (General) (1757–1829), britischer General
- David Baird senior (1839–1927), US-amerikanischer Politiker
- David Baird junior (1881–1955), US-amerikanischer Politiker
- Davie Baird (1869–1946), schottischer Fußballspieler
- Diora Baird (* 1983), US-amerikanische Schauspielerin und Model
- Donald Baird (Paläontologe) (1926–2011), US-amerikanischer Paläontologe
- Donald Baird (Leichtathlet) (* 1951), australischer Stabhochspringer
- Douglas Baird (1877–1963), britischer General
- Dugald Baird (1899–1986), schottischer Gynäkologe und Hochschullehrer
- Edison Baird, anguillanischer Politiker
- Edith Baird (1859–1924), britische Schachkomponistin
- Eugenie Baird (1924–1988), US-amerikanische Sängerin
- George Baird (1907–2004), US-amerikanischer Leichtathlet
- Gordon Baird (1924–1999), englischer Fußballspieler
- Harry Baird (1931–2005), britischer Schauspieler
- Henry W. Baird (1881–1963), US-amerikanischer Generalmajor
- Hugh Baird (1930–2006), schottischer Fußballspieler
- Jack Baird (* 1996), schottischer Fußballspieler
- James Bryson Baird (1859–1939), kanadischer Politiker (Manitoba)
- Janice Baird (* 1963), US-amerikanische Opernsängerin (Sopran)
- Jasmine Baird (* 1999), kanadische Snowboarderin
- Jason Baird (* 1983), australischer Maskenbildner
- Jay W. Baird (* 1936), US-amerikanischer Historiker
- Jim Baird (* 1945), US-amerikanischer Politiker
- John Baird (Admiral) (1832–1908), britischer Admiral der Royal Navy
- John Baird (Architekt, 1798) (1798–1859), schottischer Architekt
- John Baird (Architekt, 1816) (1816–1893), schottischer Architekt
- John Baird (Fußballspieler, 1856) (1856–1902), schottischer Fußballspieler
- John Baird (Fußballspieler, 1870) (1870–1905), schottischer Fußballspieler
- John Baird, 1. Viscount Stonehaven (1874–1941), britischer Politiker und Generalgouverneur Australiens
- John Baird (Politiker) (1906–1965), britischer Politiker
- John Baird (Fußballspieler, 1985) (* 1985), schottischer Fußballspieler
- John George Alexander Baird (1854–1917), schottischer Politiker
- John Logie Baird (1888–1946), schottischer Fernsehtechniker
- John Russell Baird (* 1969), kanadischer Politiker
- Jon S. Baird (* 1972), schottischer Filmregisseur
- John Washington Baird (1852–1917), US-amerikanischer Schachspieler
- Joseph E. Baird (1865–1942), US-amerikanischer Politiker
- Julianne Baird (* 1952), US-amerikanische Sängerin (Sopran)
- Ken Baird (1951–2016), kanadischer Eishockeyspieler
- Leah Baird (1883–1971), US-amerikanische Drehbuchautorin und Schauspielerin
- Leslain Baird (* 1987), guyanischer Leichtathlet
- Mal Baird (* 1948), australischer Hürdenläufer
- Michael Baird (* 1983), australischer Fußballspieler
- Rick Baird (* 1974), US-amerikanischer Bobsportler
- Robert Baird (Geistlicher) (1798–1863), US-amerikanischer Geistlicher und Schriftsteller
- Robert Baird (Radsportler) (* 1942), australischer Radrennfahrer
- Robert Baird (Schwimmer) (* 1973), kanadischer Schwimmer
- Roger Baird (* 1960), schottischer Rugbyspieler
- Ronald Baird (1908–1989), englischer Fußballspieler
- Ryan Baird (* 1999), irischer Rugby-Union-Spieler
- Sam Baird (* 1988), englischer Snookerspieler
- Sammy Baird (1930–2010), schottischer Fußballspieler und -trainer
- Samuel T. Baird (1861–1899), US-amerikanischer Politiker
- Scott Baird (* 1951), US-amerikanischer Curler
- Shiona Baird (* 1946), englische Politikerin
- Spencer Fullerton Baird (1823–1887), US-amerikanischer Zoologe
- Stuart Baird (* 1947), US-amerikanischer Regisseur
- Tadeusz Baird (1928–1981), polnischer Komponist
- Taswell Baird (1922–2002), US-amerikanischer Jazzposaunist
- Vera Baird (* 1951), englische Politikerin
- William Baird (Zoologe) (1803–1872), britischer Arzt und Zoologe
- William Baird (Fußballspieler) (William Urquhart Baird; 1874–1943), schottischer Fußballspieler
- William Baird (Sportfunktionär) (1925–2004), US-amerikanischer Volleyballfunktionär
- William D. Baird (1906–1988), US-amerikanischer Politiker
- William McFunn Baird (1817–1872), amerikanischer Vogelkundler